# Porsa (Estland)
Porsa is een plaats in de Estlandse provincie Viljandimaa, behorend tot de gemeente Viljandi vald. De plaats heeft de status van dorp (Estisch: küla).
Tot in 2017 lag Porsa in de gemeente Tarvastu. In het najaar van dat jaar werd deze gemeente bij de gemeente Viljandi vald gevoegd.

## Bevolking
Het dorp had 63 inwoners op 31 december 2011 en 71 inwoners op 31 december 2021.

## Ligging
Porsa grenst aan in het westen aan de vlek Mustla. Langs een deel van de grens loopt de Tugimaantee 52, de secundaire weg van Viljandi naar Rõngu. De rivier Tarvastu vormt de grens met het zuidelijke buurdorp Tarvastu. De beek Põdraoja ontspringt op het grondgebied van Porsa en komt bij het buurdorp Villa op de rivier Tarvastu uit.

## Geschiedenis
In de 14e eeuw werden in de omgeving van het huidige Porsa een kerk en een burcht gebouwd. Het kerspel rond de kerk kreeg de naam Tarwast, de burcht heette Tarwast-Schloß. De Estische naam is Tarvastu. De kerk liep tijdens haar bestaan een paar maal zware schade op; de huidige kerk dateert uit 1893. De burcht, die vermoedelijk werd gebouwd op de resten van een burcht van de Esten, maakte deel uit van de verdedigingswerken van de Lijflandse Orde. De burcht werd in de 15e eeuw uitgebreid en versterkt. In 1560 werd hij door Russische en in 1561 door Poolse troepen veroverd. Op het eind van de 16e eeuw vloog de burcht door een ongelukje met buskruit in de lucht. Sindsdien is hij een ruïne. De burcht ligt aan de rivier Tarvastu.
Een landgoed Tarwast werd ook gesticht in de 14e eeuw. Vanaf het eind van de 17e eeuw tot in 1797 was het een kroondomein. Tussen 1797 en 1820 was het opgedeeld in Groß- en Klein-Tarwast. In 1820 kwamen beide landgoederen weer in één hand onder de familie von Mensenkampff. De laatste eigenaar voor de onteigening door het onafhankelijk geworden Estland was Karl von Mensenkampff.
Aan de rivier Tarvastu, tegenover de resten van de burcht, stond het landhuis van Tarwast, dat verloren is gegaan. De plaats waar het gestaan heeft ligt in het dorp Tarvastu. In de jaren twintig van de 20e eeuw werd een dorp Sooviku van Tarvastu afgesplitst. Vanaf dat moment lagen de kerk en de burchtruïne in Sooviku. In 1970 werd Porsa een zelfstandig dorp. In 1977 werd het buurdorp Kurgelaane bij Porsa gevoegd. De kerk van Tarvastu ging bij een herindeling van de dorpen in 1997 naar Porsa.

## De kerk van Tarvastu
Het kerspel rond de kerk van Tarvastu werd al in 1225 genoemd. De kerk werd in de 14e eeuw gebouwd. Vermoedelijk verving ze een eerdere kerk, die in 1329 was vernield bij een strafexpeditie van grootvorst Gediminas van het Grootvorstendom Litouwen. In 1722 werd de kerk uitgebreid en kreeg ze een toren. In 1892 raakte de kerk bij een blikseminslag zwaar beschadigd. In 1893 werd onder leiding van bouwmeester Gustav Beermann en dominee Mihkel Jürmann een nieuwe kerk gebouwd. De kerk is gewijd aan de apostel Petrus en valt onder de Estische Evangelisch-Lutherse Kerk. Ze staat bekend als Tarvastu Peetri kirik (‘kerk van Sint-Pieter in Tarvastu’).
De kerk heeft een neogotisch uiterlijk. De toren is 62 meter hoog. Het altaar is van wit marmer. Boven de altaarwand prijken twee engelen, uitgesneden in hout. Het altaarstuk ‘Christus aan het kruis’, vervaardigd door Theodor Thieme in 1859, is bij de brand gered uit de oude kerk. Het orgel is gebouwd door August Terkmann in Tallinn.

## Foto's

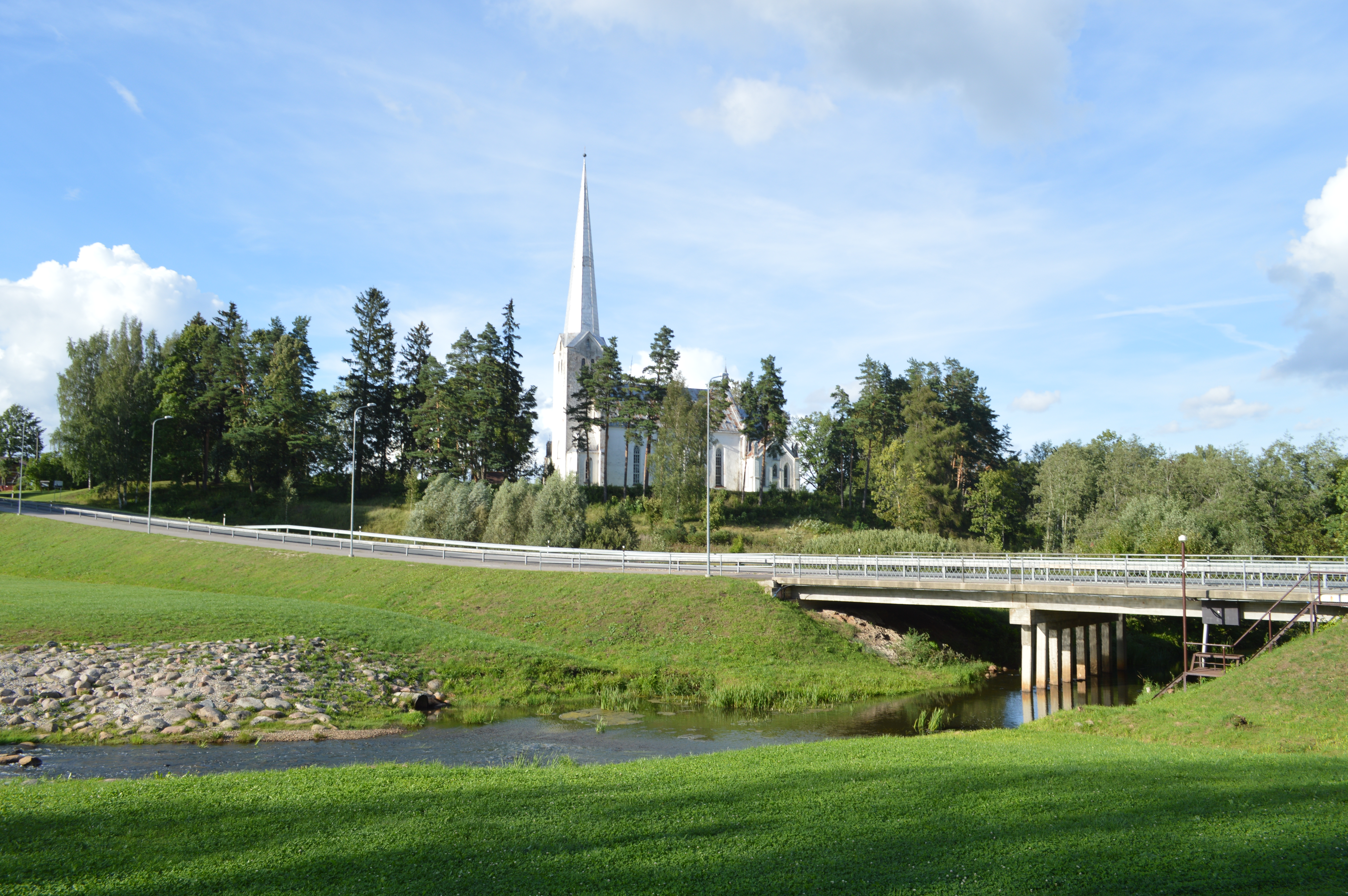
De kerk in het landschap. Op de voorgrond de Tugimaantee 52 en een brug over de Tarvastu
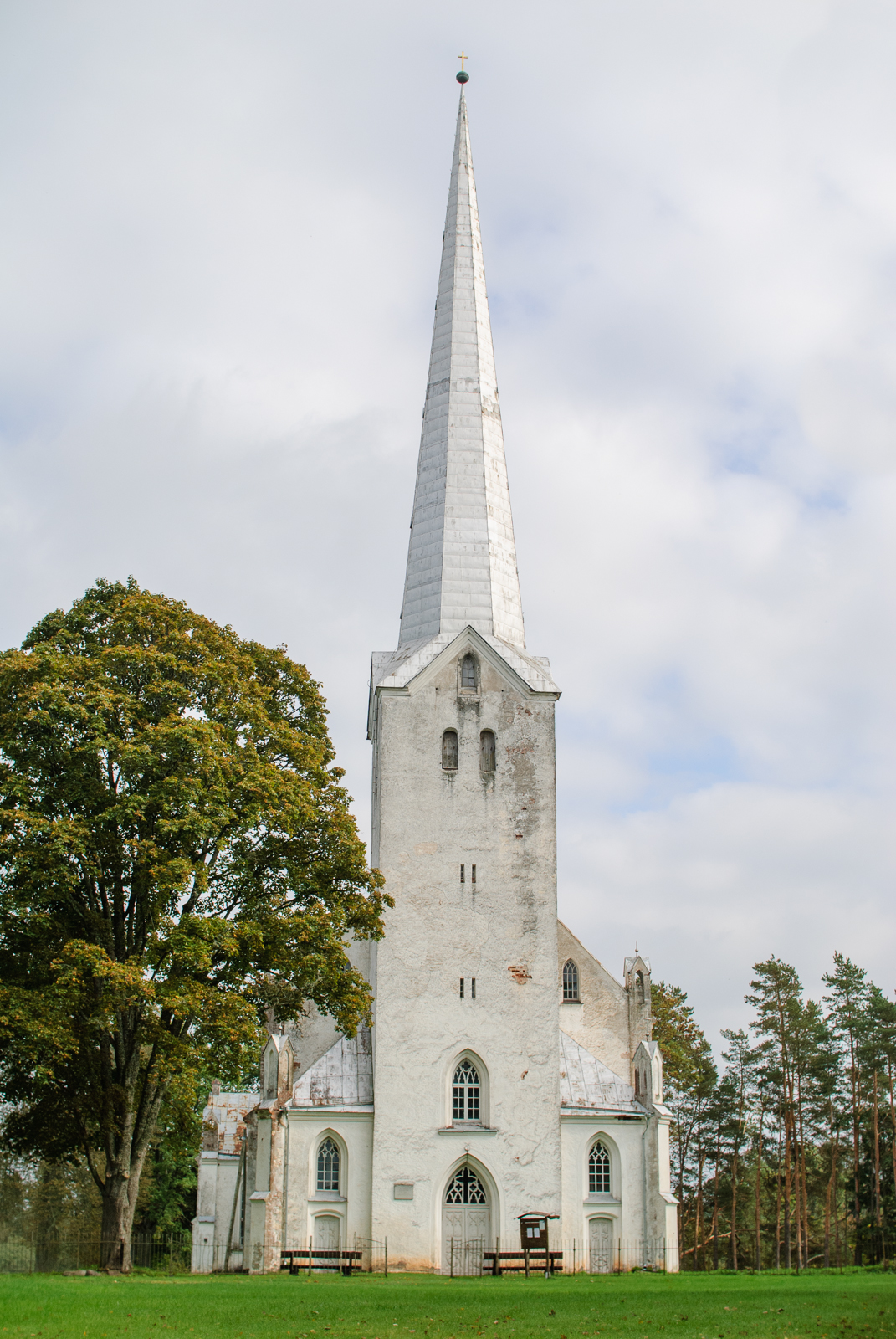
De kerk
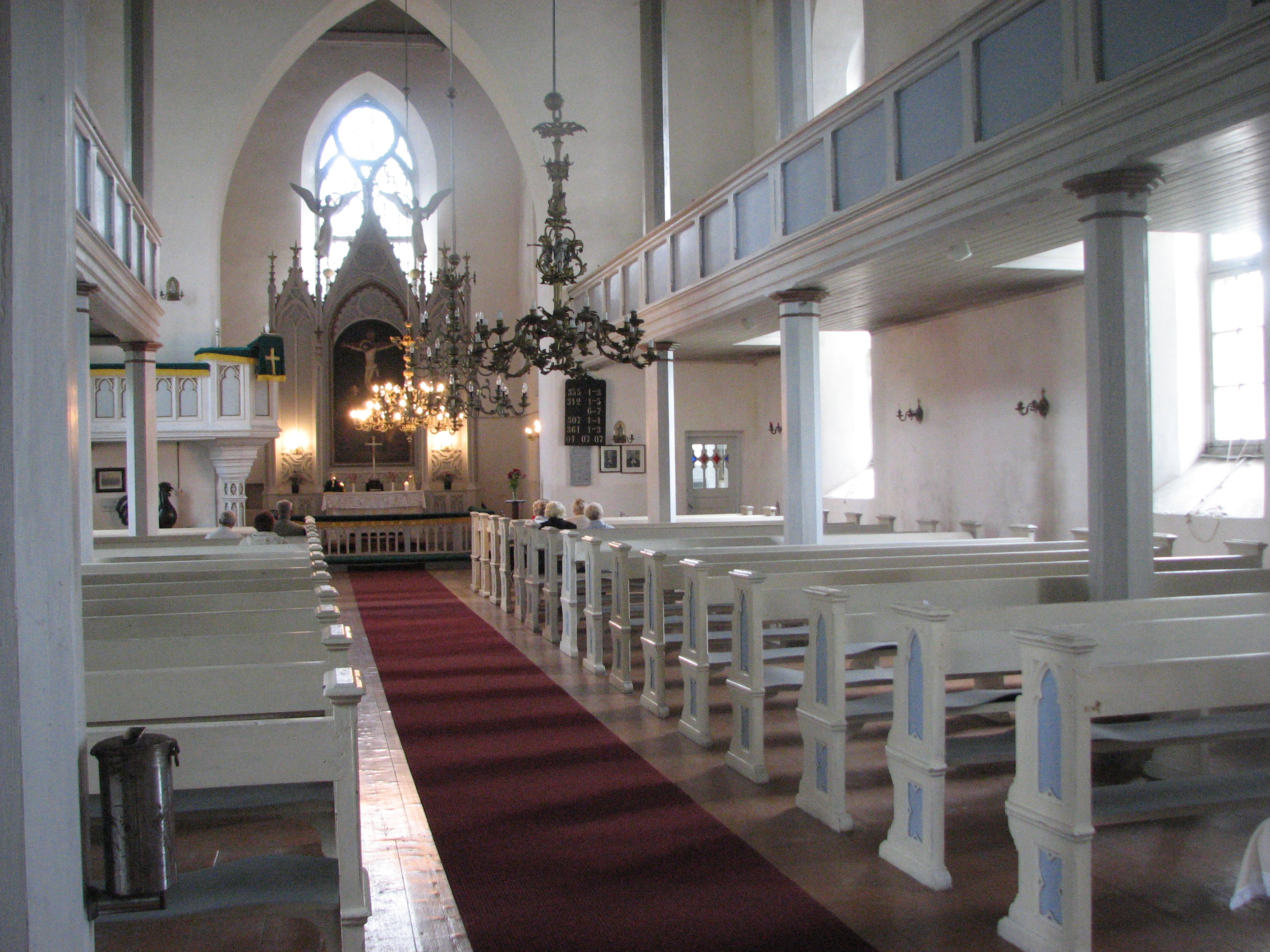
Interieur